# Lacus Felicitatis

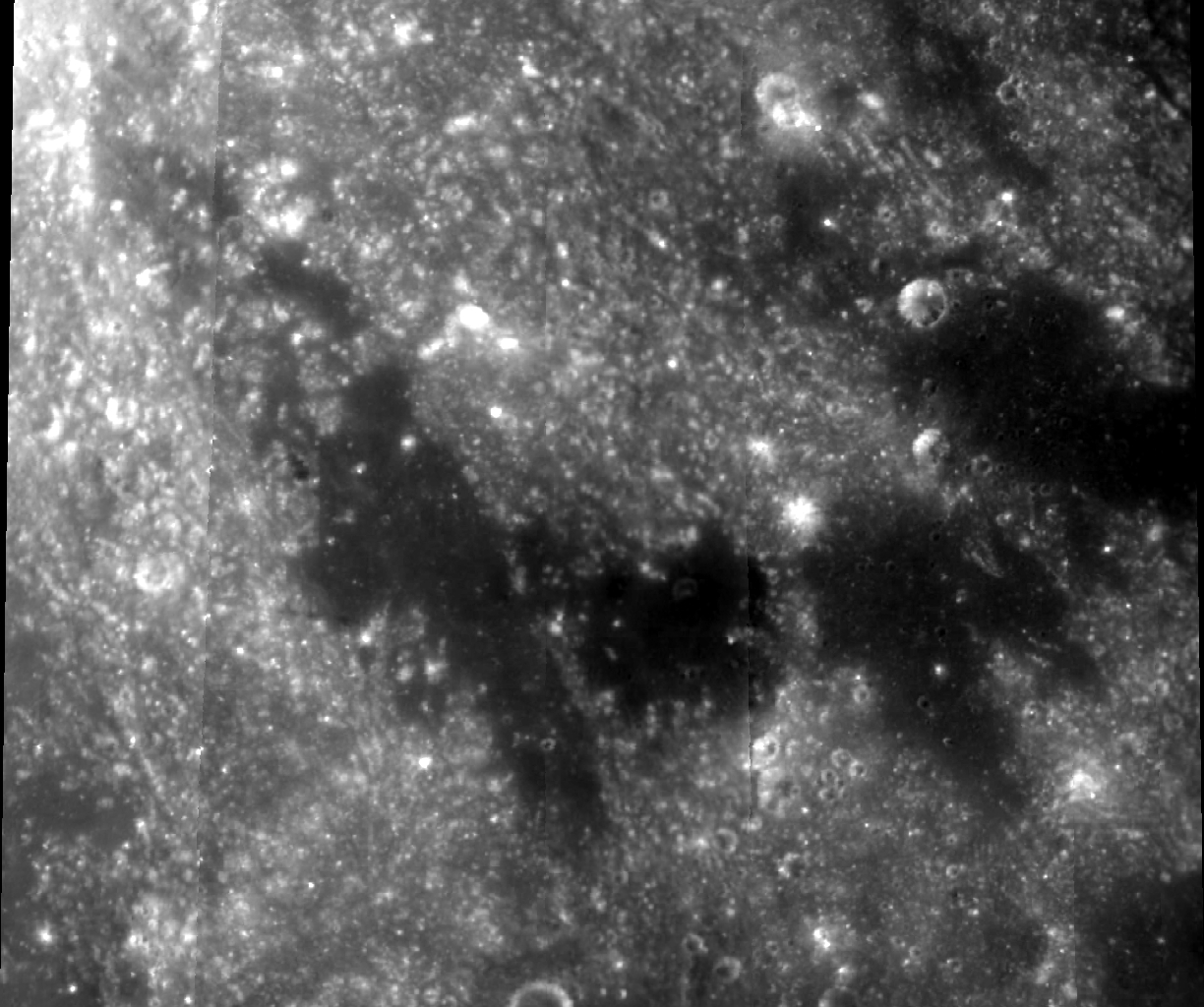
Lacus Felicitatis

Lacus Felicitatis (łac. Jezioro Szczęścia) – małe morze księżycowe o wygiętym i rozciągniętym kształcie, położone na północ od Morza Oparów.
Na obszarze Jeziora Szczęścia położone są następujące kratery:
| Krater | Współrzędne  | Średnica |
| ------ | ------------ | -------- |
| Dag    | 18,7ºN 5,3ºE | 0,5 km   |
| Ina    | 18,6ºN 5,3ºE | 3 km     |
| Osama  | 18,6ºN 5,2ºE | 0,5 km   |

Nazwa została zatwierdzona przez Międzynarodową Unię Astronomiczną w roku 1976.